# Phylloscopus tytleri
Phylloscopus tytleri é uma espécie de ave da família Phylloscopidae.
Pode ser encontrada nos seguintes países: Afeganistão, Índia, Nepal e Paquistão.
Os seus habitats naturais são: regiões subtropicais ou tropicais húmidas de alta altitude.
Está ameaçada por perda de habitat.